# Страстоцвет вонючий
Страстоцве́т воню́чий, или Страстоцве́т изме́нчивый, или Пассифло́ра воню́чая, или Пассифло́ра изме́нчивая (лат. Passiflora foetida), — вид двудольных цветковых растений рода Страстоцвет (Passiflora) семейства Страстоцветные (Passifloraceae). Таксономическое название впервые было опубликовано шведским систематиком Карлом Линнеем в 1753 году.
Происходящее из северной части Южной Америки и Вест-Индии растение активно распространилось в Юго-Восточной Азии и Центральной Америке. Выращивается как декоративное; плоды и молодые листья употребляются в пищу и используются для ароматизации напитков; неспелые плоды, однако, токсичны. Используется также в народной медицине.

## Распространение
Родина — северная часть Южной Америки и Вест-Индия. Растение также активно распространилось в Юго-Восточной Азии и Центральной Америке.

## Ботаническое описание

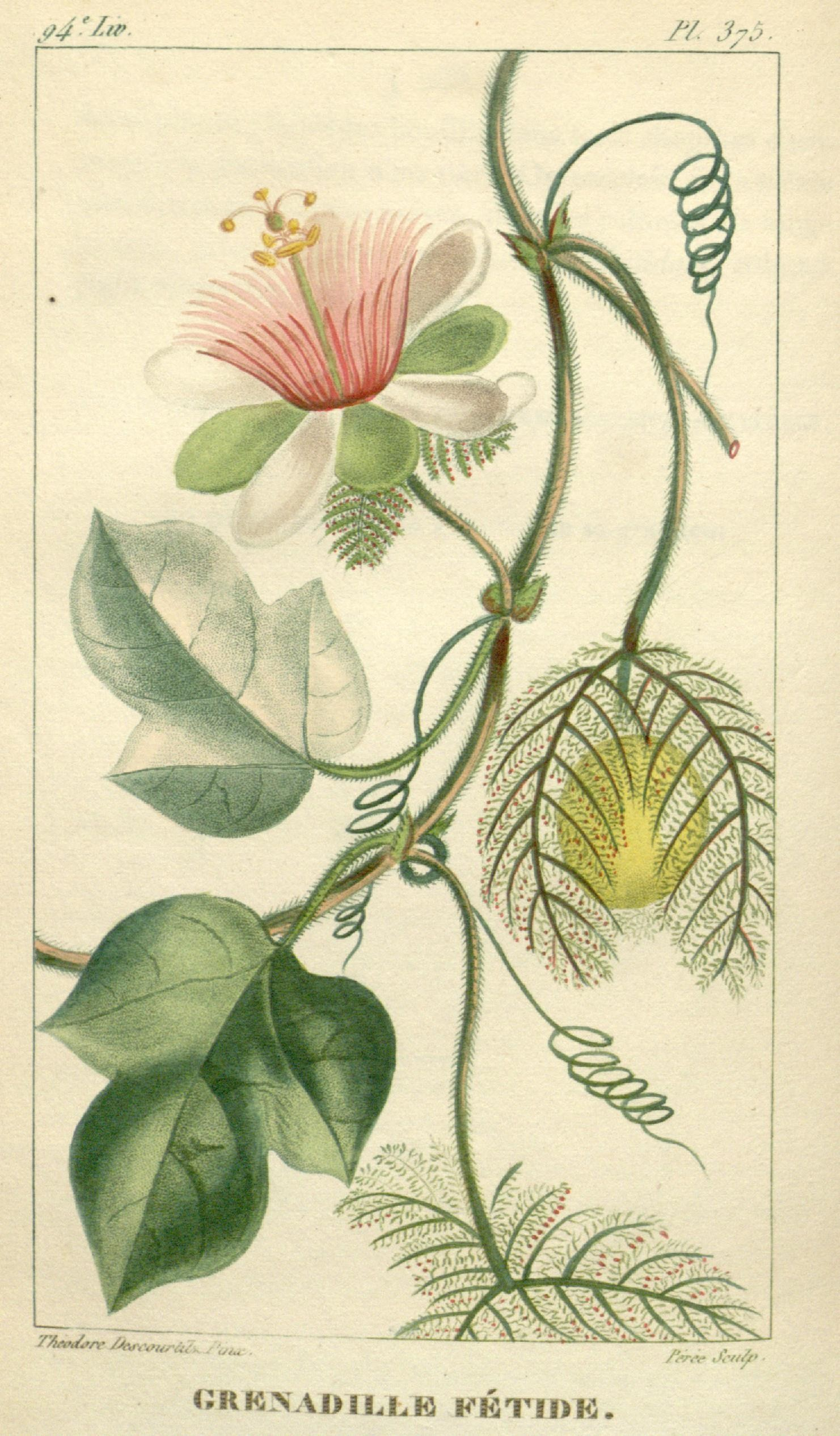
Ботаническая иллюстрация из книги «Flore médicale des Antilles, ou, Traité des plantes usuelles: des colonies Françaises, Anglaises, Espagnoles et Portugaises»

Многолетнее ползучее растение с тонким, жилистым стеблем (лозой), покрытым липкими жёлтыми волосками.
Листья со слабовыраженным неприятным ароматом (особенно ощутим при растирании листа).
Цветки белого или бледно-кремового цвета, диаметром около 5—6 см.
Плоды шаровидные, диаметром 2—3 см; зрелые плоды от желтовато-оранжевого до красного цвета, съедобны. Семена чёрные.
В основном размножается семенами, которые охотно поедаются и распространяются птицами.
Некоторые исследователи считают растение хищным, поскольку известно, что насекомые попадают в прицветники этого вида и застревают в них. Данная классификация, однако, остаётся предметом дискуссий.
Число хромосом — 2n=20 (n=10). Наиболее близок страстоцвету съедобному, более известному как маракуйя (Passiflora edulis). От маракуйи страстоцвет вонючий отличается главным образом опушёнными листьями, особенностями строения плода и наличием прицветников.

## Экология
В различных регионах растение поражают около 200 видов насекомых. На нём также паразитируют некоторые виды грибов.
Страстоцвет вонючий содержит алкалоиды и не менее десятка флавоноидов. Один из имеющихся в листьях флавоноидов, эрманин, может быть губителен для гусениц некоторых видов бабочек. К примеру, гусеницы Dione juno из Колумбии не поедают листья этого растения, хотя могут поражать большинство других местных видов страстоцветов.
Неспелые плоды токсичны. Стебли и листья, как сообщается, могут быть причиной отравления скота.

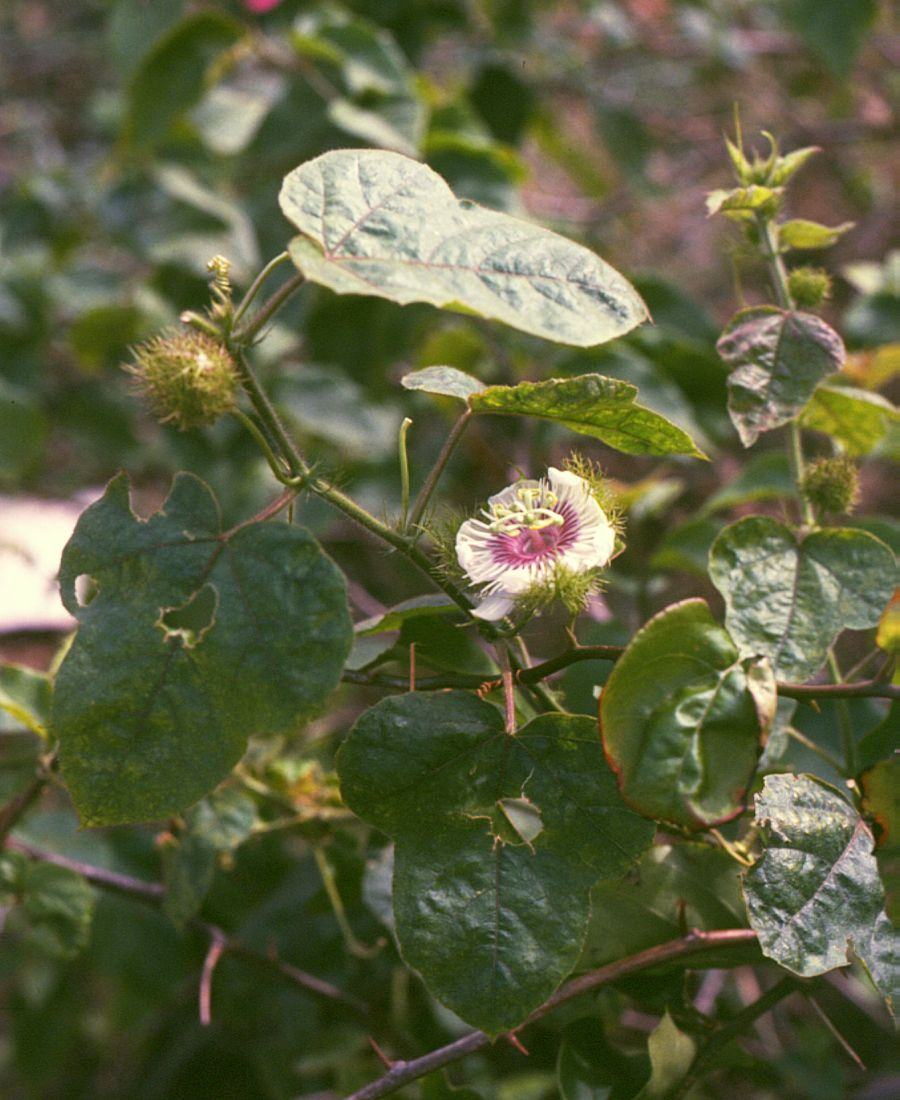
Общий вид растения
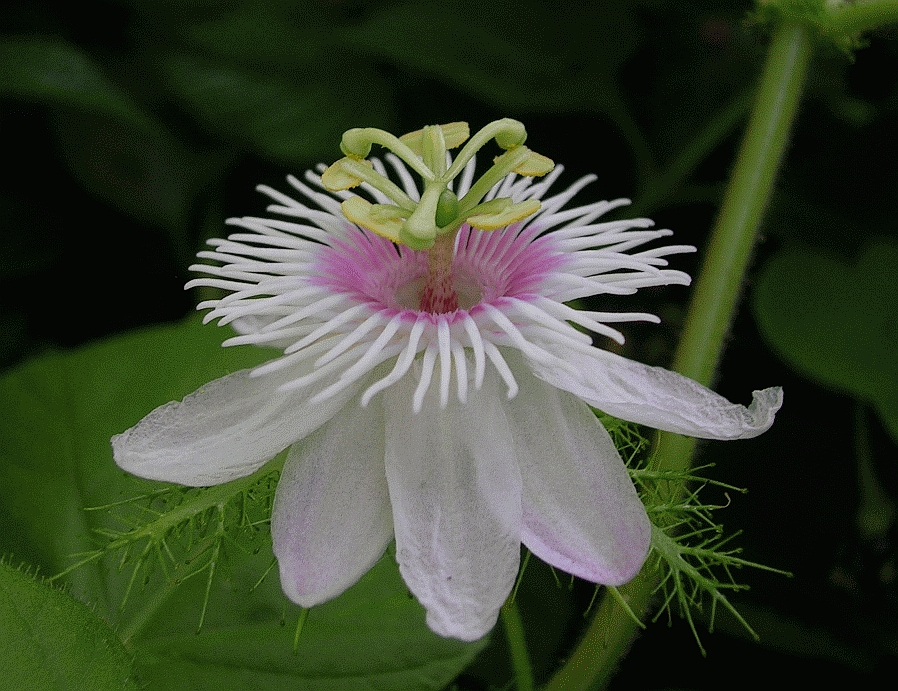
Цветок
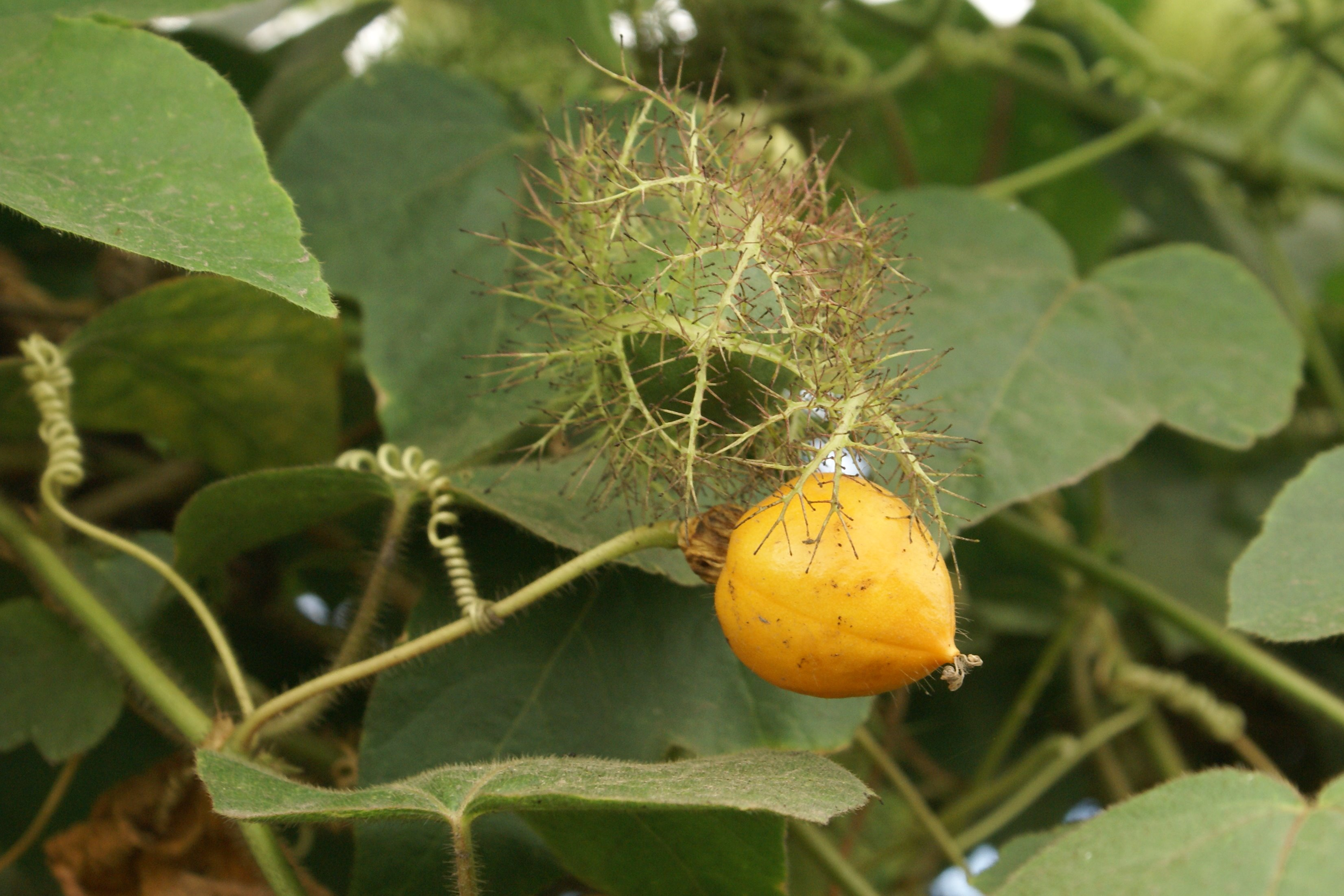
Созревший плод
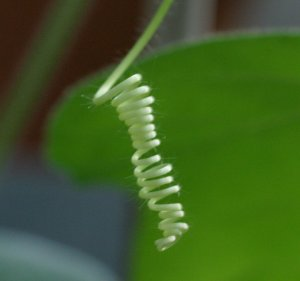
Усик
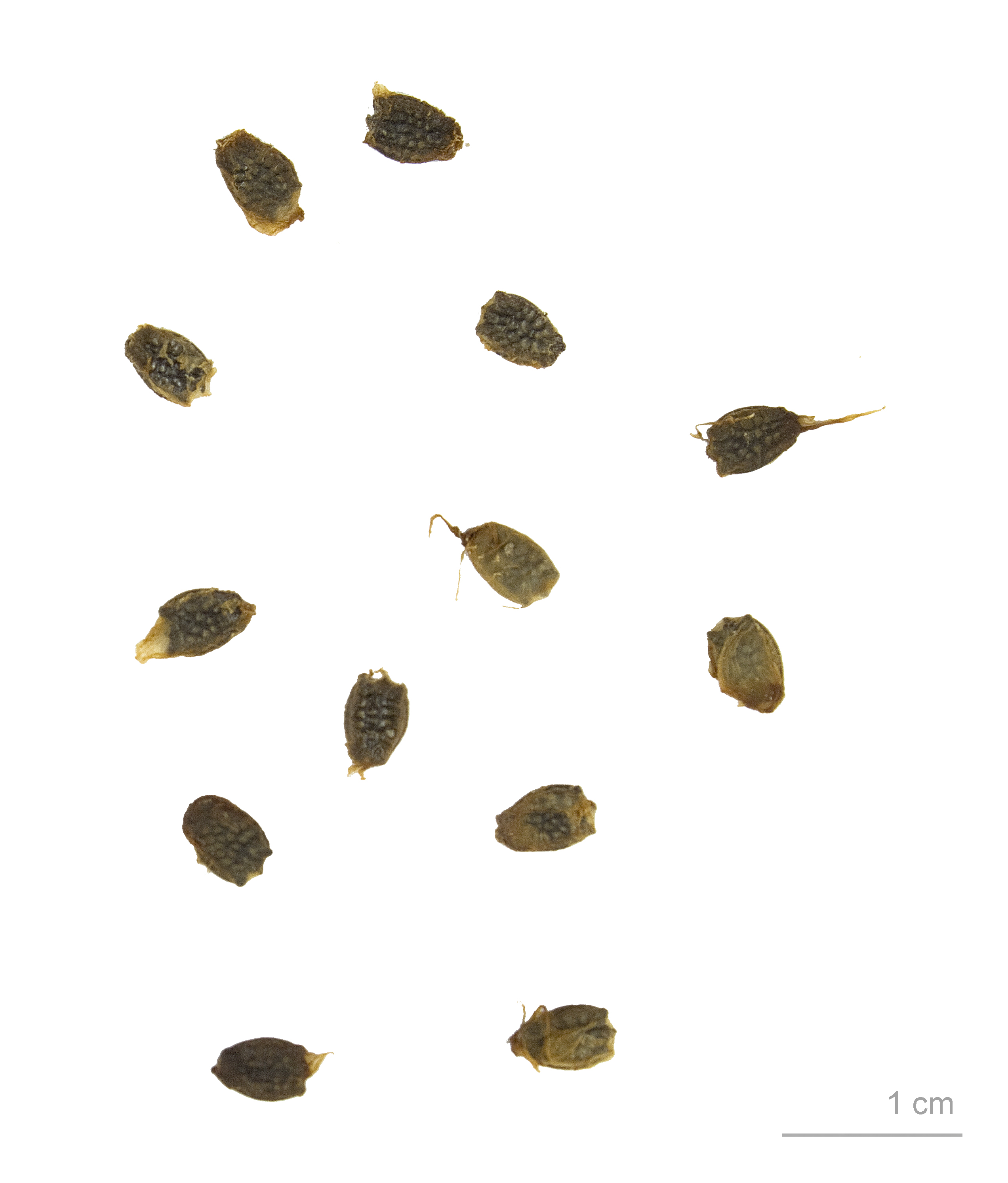
Семена

## Значение
Активно выращивается как декоративное растение, особенно в странах Европы. Плоды употребляются в пищу и используются для ароматизации напитков и соков. Помимо плодов, в Суринаме и на Яве в пищу употребляются также молодые листья. В народной медицине используется при лечении проблем с пищеварением (в том числе диспепсии) и диарее, как вяжущее и отхаркивающее средство. На Филиппинах и в Папуа — Новой Гвинее используется как техническое растение в сельском хозяйстве.
Растение имеет и негативное влияние на окружающую среду. Страстоцвет вонючий считается инвазивным видом, трудно контролируемым и активно распространяющимся в странах, куда он был завезён. Может расти как сорняк на плантациях риса и других культур.

## Систематика
- Decaloba obscura (Lindl.) M.Roem.
- Dysosmia ciliata M.Roem.
- Dysosmia foetida (L.) M.Roem.
- Dysosmia gossypiifolia M.Roem.
- Dysosmia hibiscifolia M.Roem.
- Dysosmia nigelliflora M.Roem.
- Dysosmia polyadena M.Roem.
- Granadilla foetida (L.) Gaertn.
- Passiflora balansae Chodat
- Passiflora baraquiniana Lem.
- Passiflora foetida var. balansae Chodat
- Passiflora foetida var. foetida
- Passiflora foetida var. galapagensis Killip
- Passiflora foetida var. gardneri Killip
- Passiflora foetida var. hirsuta (L.) Mast.
- Passiflora foetida var. hirsutissima Killip
- Passiflora foetida var. isthmia Killip
- Passiflora foetida var. maxonii Killip
- Passiflora foetida var. mayarum Killip
- Passiflora foetida var. nigelliflora (Hook.) Mast.
- Passiflora foetida var. salvadorensis Killip
- Passiflora foetida var. sericea Chodat & Hassl.
- Passiflora foetida var. subpalmata Killip
- Passiflora hibiscifolia var. velutina Fenzl ex Jacq.
- Passiflora nigelliflora Hook.
- Passiflora polyadena Vell.
- Passiflora variegata Mill.
- Passiflora vesicaria L.
- Tripsilina foetida (L.) Raf.

- Passiflora foetida var. gossypiifolia (Desv. ex Ham.) Mast.
- Passiflora foetida var. hastata (Bertol.) Mast.
- Passiflora foetida var. hispida (DC. ex Triana & Planch.) Killip
- Passiflora foetida var. moritziana (Planch.) Killip
- Passiflora foetida var. muralis (Barb. Rodr.) Killip
- Passiflora foetida var. orinocensis (Killip) Feuillet
- Passiflora foetida var. polyadenia (Griseb.) Killip
- Passiflora foetida var. quinqueloba (Griseb.) Killip
- Passiflora foetida var. riparia (C. Wright ex Griseb.) Killip